# Flagstaff
Flagstaff – miasto w Stanach Zjednoczonych, w północnej części stanu Arizona, na wysokości 2100 metrów. Liczy 75,9 tys. mieszkańców, oraz 144,1 tys. w obszarze metropolitalnym. Siedziba administracyjna hrabstwa Coconino, u podnóża gór San Francisco o najwyższym łańcuchu górskim w stanie Arizona. Humphreys Peak jest najwyższym punktem w Arizonie (3850 m n.p.m.), leżącym około 16 km na północ od miasta.
Nazwa miasta jest połączeniem dwóch angielskich słów Flag – flaga, bandera oraz staff oznaczającego między innymi słup. Wiąże się ona z historią z 1855 roku. Wtedy to tyczono drogę z Rio Grande w Nowym Meksyku do Fort Tejon w Kalifornii i Święta Wielkanocne przypadły właśnie w tym miejscu. Dla uczczenia święta postawiono między innymi bardzo wysoki sosnowy maszt flagowy na którym zawisła flaga amerykańska.
We Flagstaff ma siedzibę Uniwersytet Północnej Arizony.

## Atrakcje kulturalne
Duża przejrzystość powietrza oprócz dużej liczby bezchmurnych dni spowodowały, że w 1894 roku, Dr Percival Lowell założył słynne Obserwatorium Lowella. Obserwatorium prowadzi prace badawcze w dalszym ciągu, lecz organizuje także programy dzienne i nocne dla turystów i miłośników astronomii.
W mieście znajdują się dwa muzea poświęcone historii i geologii regionu północnej Arizony. Arizona Historical Society Pioneer Museum mówi o osadnictwie i działalności ludzi, którzy w XIX wieku zdobywali te tereny.
Museum of Northern Arizona jest podzielone na kilka sekcji i opowiada o plemionach oraz nacjach żyjących na terenach środkowego zachodu USA. Omawia historię i rozwój, kulturę oraz sztukę indiańskich plemion zamieszkujących północną Arizonę oraz rejon Four Corners, m.in. Navajo, Hopi, Zuni i Havasupai. W muzeum pokazywane są także okresowo wystawy współczesnego malarstwa indiańskiego, m.in. w drugiej połowie 2011 roku obrazy Bruce'a Aikena, inspirowane krajobrazami stanów Arizona i Utah.
We Flagstaff znajduje się szlak pieszy o długości 6,8 km poświęcony historycznej Drodze 66. Wiedzie on ulicami miasta po zachowanych fragmentach, poprzez Visitor Center którego część stanowi muzeum poświęcone historycznej drodze.

## Klimat

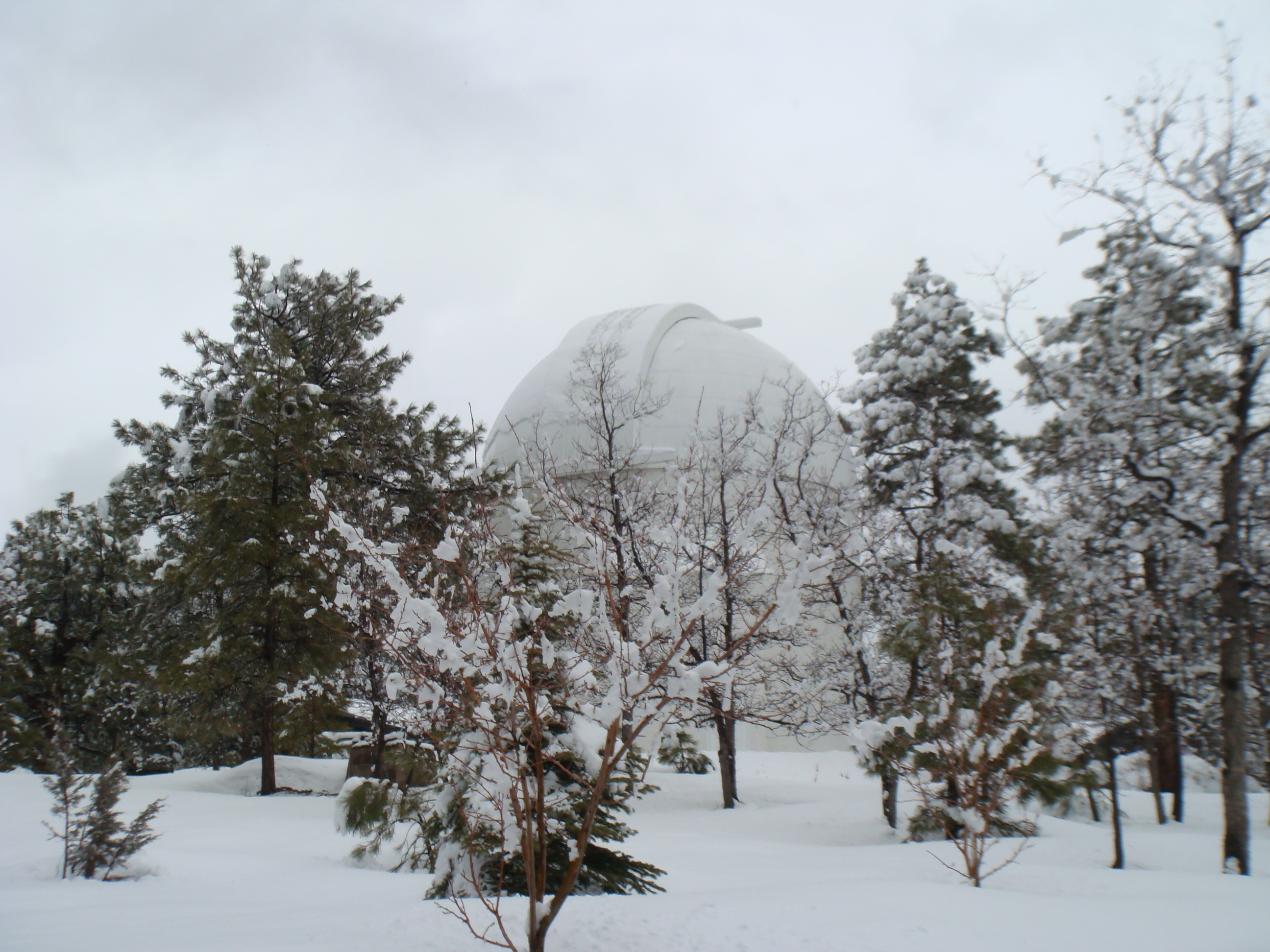
Obserwatorium Lowella we Flagstaff zimą

Lato we Flagstaff jest gorące a zima śnieżna i mroźna. Mimo iż leży zaledwie 230 km od Phoenix, temperatury ze względu na wyższe położenie nad poziom morza są zawsze dużo niższe, a średnioroczna temperatura aż o 16 stopni C. Rekordowo niską temperaturę zanotowano 22 stycznia 1937 i wyniosła ona −34 °C, natomiast najwyższa miała miejsce 5 lipca 1973 roku i wyniosła 36 °C.
Klimat we Flagstaff jest suchy, kontynentalny, według klasyfikacji Köppena jest to typ Dsb/Csb. Występują cztery równorzędne pory roku. Przy czym wiosna i jesień są bardziej suche niż lato i zima. Najniższe opady są w miesiącach kwiecień- czerwiec. W okresie zimowym dominuje cyrkulacja zachodnia przynosząca wilgotne powietrze i opady znad Oceanu Spokojnego, na którym zwykle występują w tym okresie sztormy. W okresie lipiec-wrzesień dociera znad Zatoki Meksykańskiej wilgotne powietrze monsunowe, powodując gwałtowne burze. Jednak opady zarówno zimowe jak i letnie są zwykle gwałtowne i krótkotrwałe. Roczna liczba dni bez opadów wynosi aż 288 dni a średnie miesięczne usłonecznienie nie spada poniżej 220 godzin.
| Miesiąc                                                       | Sty   | Lut   | Mar   | Kwi   | Maj  | Cze | Lip  | Sie  | Wrz  | Paź  | Lis   | Gru   | Roczna |
| ------------------------------------------------------------- | ----- | ----- | ----- | ----- | ---- | --- | ---- | ---- | ---- | ---- | ----- | ----- | ------ |
| Rekordy maksymalnej temperatury [°C]                          | 19    | 22    | 23    | 27    | 32   | 36  | 36   | 34   | 33   | 29   | 23    | 20    | 36     |
| Średnie temperatury w dzień [°C]                              | 6     | 7     | 10    | 15    | 20   | 26  | 27   | 26   | 23   | 17   | 10    | 6     | 16     |
| Średnie temperatury w nocy [°C]                               | -8    | -7    | -5    | -2    | 2    | 6   | 11   | 10   | 6    | -0   | -5    | -8    | 0      |
| Rekordy minimalnej temperatury [°C]                           | -34   | -31   | -27   | -19   | -14  | -6  | 0    | -4   | -7   | -19  | -25   | -31   | −34    |
| Opady [mm]                                                    | 52.1  | 54.9  | 53.8  | 29.2  | 16   | 9.1 | 66   | 79   | 59.2 | 41.9 | 44.2  | 47.5  | 553    |
| Opady śniegu [mm]                                             | 500.4 | 530.9 | 467.4 | 213.4 | 12.7 | 0   | 0    | 0    | 0    | 38.1 | 231.1 | 383.5 | 2385,1 |
| Średnia liczba dni deszczowych                                | 7.6   | 8.1   | 8.2   | 5.8   | 4.5  | 2.6 | 11.6 | 14.0 | 7.9  | 5.5  | 4.9   | 7.0   | 87,7   |
| Źródło: NOAA (Temperatury ekstremalne 1898–2013) Styczeń 2013 |       |       |       |       |      |     |      |      |      |      |       |       |        |
| Źródło #2: NOAA (Opady, usłonecznienie) Grudzień 2011         |       |       |       |       |      |     |      |      |      |      |       |       |        |

## Ludzie urodzeni w Flagstaff
- Diana Gabaldon (ur. 1952) – pisarka
- Bruce Babbitt (ur. 1938) – prawnik i polityk, 16. gubernator Arizony
- Henry Lee Giclas (1910–2007) – astronom i odkrywca
- Andy Devine (1905–1977) – aktor